# I. Geschwader
Pour les articles homonymes, voir 1re escadre.
I. Geschwader (Escadre I en français) est une unité militaire de la Hochseeflotte, la flotte de haute mer de la Kaiserliche Marine (marine impériale allemande), avant et pendant la Première Guerre mondiale. Elle prend part à la Première Guerre mondiale et notamment la bataille du Jutland, où elle forme le centre la ligne allemande.